# Sandra Torres
Sandra Torres, född 21 december 1974, är en argentinsk friidrottare. Hon deltog vid olympiska sommarspelen 2004.